# F'murr
Richard Peyzaret, dit F’murr ou F’murrr, né le 31 mars 1946 à Paris, ville où il est mort le 9 avril 2018, est un auteur français de bande dessinée.
Son pseudonyme est inspiré par Le Chat Murr d’Hoffmann.

## Biographie

### Les débuts
Richard Laurent Jacques Peyzaret naît le 31 mars 1946 dans le 15e arrondissement de Paris. Il fait ses études au lycée Charlemagne. Il dessine très tôt et se passionne pour la bande dessinée, notamment pour l'école belge et particulièrement pour Hergé et Franquin, en lisant tout d'abord Le journal de Mickey puis Tintin qu'il abandonne lorsque celui-ci devient « moralisateur et trop sérieux » au profit de Spirou.
Après avoir testé sans conviction le dessin d'humour, F'murrr passe six ans à l'École supérieure des arts appliqués Duperré puis rejoint l'atelier 63 de la rue des Pyramides de Raymond Poïvet, où il rencontre notamment Gigi, Dimitri et Mandryka. Celui-ci lui fait rencontrer René Goscinny, qui lui permet de débuter dans le journal Pilote, dont il est alors rédacteur en chef, avec les Contes à rebours, série de gags en une, puis deux planches, publiée entre 1971 et 1972, qui sont repris, avec des inédits, dans l'album Au loup ! publié en 1974 par les éditions Minoustchine. Les Contes à rebours feront l'objet d'une adaptation théâtrale par le Théâtre de la Porte Errante de Liège (Belgique).

### Le Génie des alpages
La série la plus populaire de F'murr, Le Génie des alpages, fait son apparition également dans Pilote, dans le no 688 daté du 11 janvier 1973 où en paraissent les deux premières planches. On retrouve, dans cette série de gags d'humour absurde en deux planches, la vie délirante, dans un alpage, d'un troupeau de brebis mené par Romuald, le bélier noir, de leur berger et son chien.
L'idée de la série a été inspirée à F'murr par un berger qu'il avait eu l'occasion d'observer lors d'un séjour chez sa sœur, dans les Alpes, qui l'avait marqué parce qu'il « ne se foulait guère et que son chien faisait tout le boulot pour lui ». Peu à peu, F'murr se désintéresse du rapport de force existant entre le chien, les brebis et le vieux berger, qui est de moins en moins présent et finit par disparaître complètement au profit d'Athanase, son jeune remplaçant, pour se concentrer sur Athanase et Romuald. F'murr a toujours à cœur de renouveler sans cesse la série pour éviter la routine  et surprendre constamment le lecteur.
La série, publiée en album par Dargaud à partir de 1976, qui n'est pas un franc succès dès le début, finit par s'imposer, F'murr déclarant en 1984 que chaque album enregistrait une progression sur le précédent. Le Génie des alpages paraît régulièrement dans les pages de Pilote, devenu mensuel, jusqu'en 1989, date de fin de publication du magazine, 14 albums étant publiés jusqu'en 2007. Les éditions Dargaud débutent une édition intégrale en 2019.
La popularité de la série vaut à F'murr de dessiner pendant plusieurs années diverses affiches et illustrations en rapport avec la montagne, notamment les affiches de la « Fête de la Transhumance » à Die, ainsi que des étiquettes pour des bouteilles de Clairette de Die. Une sculpture représentant une brebis créée par F'murr, intitulée « Brebis à la valise », est exposée devant l'ancienne mairie de Die, devenue "Place de l’Évêché". Ces travaux sont publiés dans le recueil Éloge de la pentitude, aux éditions Glénat en 2002.

### Jehanne d'Arc
En 1976, Jean-Pierre Dionnet propose à F'murr de travailler pour Métal Hurlant dont il est le rédacteur en chef, en lui demandant une série de science-fiction. F'murr réalise tout d'abord un épisode de 4 planches intitulé Une aventure de Ludovic Gastéropode : les pieds sur l’estomac, dans lequel interviennent des extra-terrestres, puis un second épisode dans lequel il introduit le personnage de Jeanne d'Arc, ce qui provoque un dérapage de la série « dans une tout autre direction », la chute de chaque récit devant amener Jehanne sur le bûcher. Ainsi naît la série Jehanne d'Arc, qui connaît quelques récits de 2 pages chacun en 1976 et 1977. Alors que des changements interviennent dans la direction de Métal hurlant, F'murr est sollicité par la rédaction du nouveau mensuel (À suivre), auquel il propose Jehanne d'Arc (orthographiée Jehanne d'Arque), réalisant ainsi sa première histoire longue, pour laquelle il réutilise les récits déjà existant en les reliant entre eux, qui est publiée en album par Casterman dans la collection Les Romans (A suivre) en 1980 sous le titre Jehanne au pied du mur. Une suite, consacrée à Timofort, le fils de Jehanne, est publiée en 1985 sous le titre Tim Galère.

### Les autres créations
Toujours dans Pilote, il publie divers récits complets en quelques planches, ainsi quelques planches de Le Tarot de F'murr, publiées en album par les éditions Futuropolis en 1984, entre 1974 et 1983.
Parallèlement à ses créations pour Pilote, F'murr collabore épisodiquement avec l'éphémère magazine Le Canard sauvage où il publie quelques planches et le premier récit de Porfirio et Gabriel, et avec Charlie Mensuel dans lequel il publie quelques planches en 1973 puis 1975.
F'murr réalise également quelques courts récits complets et illustrations publiés dans (À suivre) entre 1978 et 1983.
Un personnage secondaire du Génie des alpages, Naphtalène (dont Thierry Groensteen note que son costume — jean et pull-over — rappelait celui de Gaston Lagaffe), bénéficie de sa propre série éphémère, créée en 1974 pour Pilote alors que le magazine, à l'origine hebdomadaire, devient mensuel, afin d'alterner les récits de cette nouvelle série, en cinq ou six planches, avec ceux du Génie des alpages. Selon F'murr, Guy Vidal, le rédacteur en chef, ne comprenait pas la série et a mis de côté la dernière histoire pendant un an, ce qui l'a amené à l'abandonner. Quelques années plus tard, F'murr entame une longue histoire en 80 planches destinée au mensuel (À suivre) qu'il abandonne après en avoir dessiné les 11 premières planches pour réaliser Jehanne d’Arc. Les planches de Naphtalène sont reprises dans l'album Tartine de clous, avec d'autres récits divers, en 1981.
En 1976, F'murr collabore épisodiquement à Fluide glacial où il publie quelques gags de Robin des boîtes (intitulé initialement F'Robin F'des F'Bois) qui sont repris en album, complétés par des inédits, en 1985 aux éditions Futuropolis puis réédités sous le titre Robin des Pois à Sherwood en 2011, à Circus où il publie quelques gags de Brahms et deux récits de Porfirio et Gabriel, série initialement créée dans Le Canard sauvage, qui sont repris en album en 1980 aux éditions Futuropolis, ainsi qu'au magazine Ah ! Nana dans le no 3 duquel il publie le récit complet L'Père Raoul et Niace Podouce sur scénario d'Evane Hanska en 1977.
F'murr participe également à l'aventure du Trombone illustré pour lequel il réalise en 1977 quelques strips de Les Miroirs de Marguerite, quelques planches de Ala et Lolli et des illustrations.
Les récits de Vingt dieux, c'est le synode paraissent directement en album aux éditions Artefact en 1979.
En 1985 et 1986, F'murr publie dans (À suivre) un récit de récits se déroulant dans l'Afghanistan alors en guerre, sous le titre Histoires déplacées, qui sont repris en album par Casterman dans la collection Les Romans (A suivre) en 1987 sous le titre Le Char de l'État dérape sur le sentier de la guerre.
Pour le 50e anniversaire de la création du personnage de Spirou, F'murr invente Spirella, où Spirou devient un personnage féminin qui disserte avec un Spip devenu un énorme écureuil fumant le cigare, avec lequel elle entretient des relations très intimes, publié en album par les éditions Khani en 1988 sous le titre Spirella mangeuse d'écureuils.
F'murr créé par la suite, après Jehanne d'Arc, deux nouvelles gestes moyenâgeuses, Le Pauvre chevalier en 1990 pour la collection d'albums petit format de la collection « Comics » de Casterman, puis Les Aveugles en 1994.

### Les dernières années
Le dernier album du Génie des alpages paraît en mars 2007. Hormis une participation aux albums collectifs Sortilège I et II, il s'agit de la dernière publication de F'murr, qui se retire du monde de la bande dessinée, devenu, selon Henri Filippini, « un ermite qui avait bien du mal à comprendre notre monde moderne ».
Il meurt le 9 avril 2018 dans le 3e arrondissement de Paris.
En 2020, les sœurs héritières de l'artiste règlent les frais de succession par une dation de 238 originaux et autres documents à l'État, une première dans l'histoire de la bande dessinée. La démarche permet de préserver les œuvres de leur frère. La dation est accueillie par la BnF, qui en dépose les œuvres au musée de la Bande dessinée à Angoulême et au musée Tomi Ungerer à Strasbourg.

### Récompenses
- 1975 :  Prix Saint-Michel du meilleur dessinateur étranger pour Le Génie des alpages
- 1978 : Meilleure œuvre comique française du Festival d'Angoulême pour Barre-toi de mon herbe (Le Génie des alpages)[13]
- 1991 : Alph-Art humour au Festival d'Angoulême pour Le pauvre chevalier[13]
- 1995 : Prix Bloody Mary pour sa participation à L'Argent roi[13]
- 2006 : Prix Super-Tournesol à l'occasion du dixième anniversaire du prix Tournesol pour l'ensemble de son œuvre[14]

## Œuvres publiées

### Périodiques
- Conte à rebours, dans Pilote, 1971-1972.
- Le Génie des Alpages, dans Pilote, 1973-1989.
- Illustrations et récits courts, dans Pilote, 1973-1989.
- Naphtalène, dans Pilote, 1974-1975.
- Trois récits courts dans Le Canard sauvage, 1973-1974.
- « ’core un pas », dans Charlie Mensuel, 1975.
- Brahms, dans Circus, 1975-1976.
- Porfirio et Gabriel dans Circus, 1976.
- Neuf récits courts dans Métal Hurlant, 1976-1977.
- Jehanne d’Arc, dans Métal Hurlant, 1976-1977.
- Récits courts et illustrations, dans Fluide glacial, 1976-1978.
- « L’Père Raoul et Niace Podouce », dans Ah ! Nana, 1977.
- Ada et Lolli, dans Spirou, 1977.
- Jehanne d’Arc, dans (À suivre), 1978-1984.
- Illustrations et récits courts, dans (A suivre), 1978-1993.
- Histoires déplacées, dans (A suivre), 1985-1986.
- Pauvre chevalier, dans (A suivre), 1990.
- Aveugles, dans (A suivre), 1991.

### Albums
- Au Loup !, Minoustchine, 1974. Rééditions Éditions Pepperland (1979)[15] et Dargaud (1993).
- Le Génie des Alpages, Dargaud :

1. Le Génie des Alpages, 1976.
2. Comme des bêtes, 1976.
3. Barre-toi de mon herbe, 1977. Meilleure œuvre comique française au Festival d'Angoulême 1978.
4. Un grand silence frisé, 1978.
5. Les Intondables, 1980.
6. Hi-Yo, c'est l'écho, 1981.
7. Tonnerre, et Mille sabots !, 1983.
8. Dans les nuages, 1987.
9. Après nous... le déluge ?, 1989.
10. Monter, descendre, ça glisse pareil, 1992.
11. Sabotage et pâturage, 1995.
12. Bouge tranquille !, 1998.
13. Cheptel maudit, 2004.
14. ...Courent dans la montagne, 2007.

- Vingt Dieux, c'est le synode, Artefact, 1979.
- Jehanne d'Arc, Casterman, coll. « Romans (À Suivre) » :

1. Jehanne au pied du mur, 1980.
2. Tim Galère, 1985.

- Porfirio et Gabriel, Futuropolis, coll. « Hic et nunc », 1981.
- Tartine de clous, Dargaud, coll. « Pilote », 1981[16].
- Le Petit tarot de F'Murrr, Futuropolis, 1984.
- Robin des boites, Futuropolis, coll. « X » no 6, 1985. Réédition augmentée sous le titre Robin des Pois à Sherwood, Dargaud, 2011.
- Le Char de l'état dérape sur le sentier de la guerre, Casterman, coll. « Romans (À Suivre) », 1987.
- Spirella, mangeuse d'écureuils, Khani, 1988.
- Le Pauvre chevalier, Casterman, 1990. Réédition Dargaud (2003). Alph-Art humour au Festival d'Angoulême 1991.
- Les Aveugles, Casterman, 1992[17]. Réédition Dargaud (2005).
- Éloge de la pentitude, recueil d'illustrations autour de la montagne, Glénat, coll. « Les albums de l'Alpe », 2002.
- 2000 Meufs, recueil d'illustrations, Dargaud, 2019.